# خوزه سالومون
خوزه سالومون (انگلیسی: José Salomón; ۹ ژوئیهٔ ۱۹۱۶ – ۲۰ ژانویهٔ ۱۹۹۰) بازیکن فوتبال اهل آرژانتین بود.
از باشگاه‌هایی که در آن بازی کرده‌است می‌توان به باشگاه فوتبال لیورپول (مونته‌ویدئو) و باشگاه فوتبال راسینگ کلوب آویاندا اشاره کرد.
وی همچنین در تیم ملی فوتبال آرژانتین بازی کرده‌است.